# Facultad de Ciencias Agrarias (UNNE)
La Facultad de Ciencias Agrarias (FCA) es una de las once facultades que componen la Universidad Nacional del Nordeste (UNNE), ubicada en el Campus Cabral, de la ciudad de Corrientes, Argentina.

## Reseña histórica
Esta facultad data del 17 de octubre de 1916, cuando por Decreto del Poder Ejecutivo Nacional se creó la Universidad Nacional del Litoral contemplando el funcionamiento de la «Facultad de Agronomía y Veterinaria», para la Provincia de Corrientes. En marzo de 1920 se encomendó la organización de esta nueva Universidad al Ministro de Justicia e Instrucción Pública, Dr. José S. Salinas, quien a su vez designó los organizadores de cada Facultad.
El Instituto de Corrientes, correspondió al Ing. Agr. Juan F. Baldasarre, que el 15 de julio de 1920, declara "...solemnemente fundada la Facultad de Agricultura, Ganadería e Industrias Afines". 
Al año siguiente (1921) y con el primer Decano Provisorio, Dr. José Bernardino Acosta, comienzan a funcionar las cuatro carreras que entonces existían: Ingeniería Agronómica, Medicina Veterinaria, Perito Agrícola-Ganadero y Curso de Capataces. 
En diciembre de 1956, por Decreto de Poder Ejecutivo Nacional, se crea la UNNE de la que pasó a depender esta casa de estudios con el nombre de «Facultad de Agronomía y Veterinaria». Pero recién el 18 de febrero de 1974 se desdobla la misma en dos Facultades autónomas:
- Facultad de Ciencias Agrarias,
- Facultad de Ciencias Veterinarias.

## Carreras de grado y postgrado
- Ingeniería Agronómica
  - Título que otorga: Ingeniero/a Agrónomo/a
- Doctorado en el Área de Recursos Naturales
- Maestría en Producción Vegetal
- Ingeniería Industrial

## Institutos y Escuela
- Escuela Regional de Agricultura, Ganadería e Industrias Afines (ERAGIA), es una Escuela de Nivel Medio
- Instituto de Botánica del Nordeste (IBONE)
- Instituto Agrotécnico "Pedro Fuentes Godo"